# 紅岩峰
紅岩峰（英語：Red Rock Peak），是南極洲的山峰，位於維多利亞地的彭內爾海岸，處於湯姆森峰西北面1.9公里，海拔高度約2,000米，現時由南極條約體系管理。